# Prinz-Georg-Straße 94–98, Benedikt-Schmittmann-Straße 4

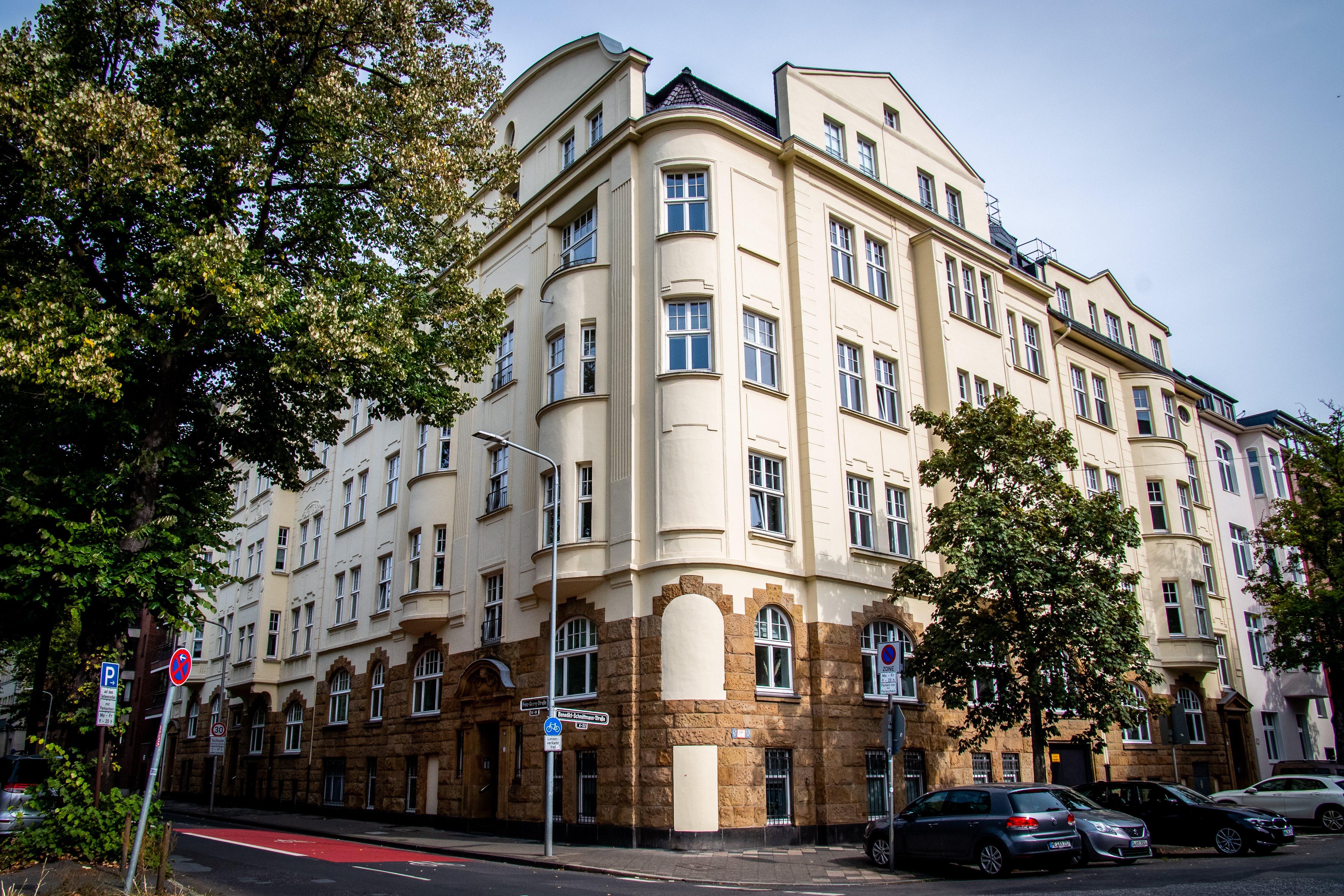
Das Gebäude Prinz-Georg-Straße 94–98, Benedikt-Schmittmann-Straße 4 in Düsseldorf.

 Die Gebäude Prinz-Georg-Straße 94–98, Benedikt-Schmittmann-Straße 4 in Düsseldorf-Pempelfort wurden von 1910 bis 1912 nach Entwürfen von Peter Holz erbaut. Einer der ersten Bewohner war der Historienmaler Fritz Neuhaus. 1938 wurden in den Etagen Verbindungen zwischen den Häusern geschaffen, im Sockelgeschoss Gefängniszellen. 1938 waren die Gebäude laut Aktenlage vom Reichsführer SS und Chef der Deutschen Polizei im Reichsministerium des Inneren zur Unterbringung der Gestapo angekauft worden. Die Staatspolizeileitstelle Düsseldorf bezog das Gebäude im März 1939. Hier führte sie massenhaft Verhöre und Misshandlungen verfolgter Personen durch. Ein Beispiel dafür liefert die Verhaftung und Verschleppung des Sozialwissenschaftlers Benedikt Schmittmann, der später im KZ Sachsenhausen zu Tode gefoltert wurde. Nach ihm benannte die Stadt Düsseldorf die an das Haus angrenzende Seitenstraße.

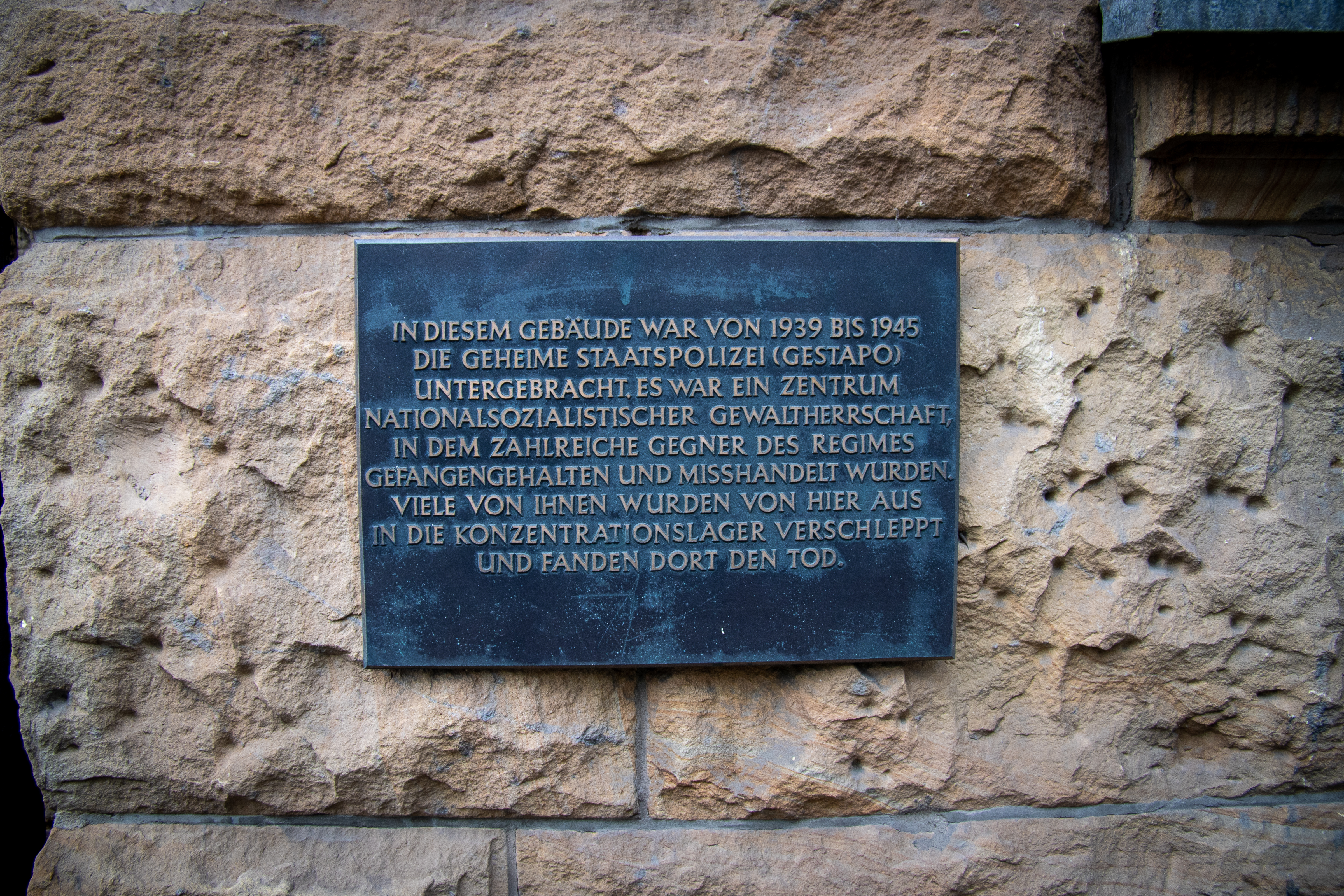
Tafel am Gebäude Prinz-Georg-Straße 94–98, Benedikt-Schmittmann-Straße 4, Düsseldorf, die auf die Taten der Gestapo im Gebäude hinweist.

 Auf die Nutzung des Gebäudes durch die Nationalsozialisten verweist heute eine Tafel an der Fassade zur Prinz-Georg-Straße:

„In diesem Gebäude war von 1939 bis 1945 die geheime Staatspolizei (Gestapo) untergebracht. Es war ein Zentrum nationalsozialistischer Gewaltherrschaft, in dem zahlreiche Gegner des Regimes gefangengehalten und misshandelt wurden. Viele von ihnen wurden von hier aus in die Konzentrationslager verschleppt und fanden dort den Tod.“

Am 3. März 1997 wurde das Gebäude unter Denkmalschutz gestellt Denkmalfachlich wird das Jugendstilgebäude wie folgt beschrieben:

„Der Wechsel von Natursteingliederungselementen, verschiedenen Fensterformaten, Erkern und Giebel sowie Dekorationselementen des Jugendstils bewirken eine malerische Gliederung des großen Baublocks.“